# District de Jinghu
Pour les articles homonymes, voir Jinghu.
Le district de Jinghu (chinois : 镜湖区 ; pinyin : Jìnghú qū) est une subdivision administrative de la province de l'Anhui en Chine. Il est placé sous la juridiction de la ville-préfecture de Wuhu.